# Mohamed Zemmamouche
Mohamed Zemmamouche (n. Mila, 19 de marzo de 1985) es un futbolista argelino que juega en la demarcación de portero para el USM Alger del Championnat National de Première Division.

## Biografía
En 2003 cuando contaba con 18 años, debutó como futbolista con el USM Alger. La misma temporada de su debut ya ganó la Copa de Argelia, aunque sólo jugó un partido en liga. El año siguiente gozó de más oportunidades en el equipo, y llegó a ganar el Championnat National de Première Division. Ya en 2009, después de acumular 120 partidos, se marchó al MC Alger. En la misma temporada logró ganar el Championnat National de Première Division y además marcar un gol en la Copa de Argelia. Tras dos años en el club volvió al USM Alger, ganando la Copa de Argelia y la Liga de Campeones Árabe en 2013. En 2014 se volvió a hacer con el Championnat National de Première Division.

## Selección nacional
En diciembre de 2009, Zemmamouche fue seleccionado por Rabah Saâdane para jugar la Copa Africana de Naciones 2010 celebrada en Angola, como sustituto de Faouzi Chaouchi. Entró como sustituto en la semifinal contra Egipto tras la expulsión de Chaouchi.
Fue elegido como uno de los 23 jugadores que disputarían la Copa Mundial de fútbol de 2014 para representar a la selección de fútbol de Argelia bajo las órdenes de Vahid Halilhodžić.

### Participaciones en Copas del Mundo
| Mundial                        | Sede   | Resultado        |
| ------------------------------ | ------ | ---------------- |
| Copa Mundial de Fútbol de 2014 | Brasil | Octavos de final |

## Clubes
| Club      | País    | Año         | Partidos | Goles |
| --------- | ------- | ----------- | -------- | ----- |
| USM Alger | Argelia | 2004 - 2009 | 120      | 0     |
| MC Alger  | Argelia | 2009 - 2011 | 62       | 1     |
| USM Alger | Argelia | 2011 -      | 180      | 0     |

## Estadísticas

### Clubes
| MC Alger Argelia |                     |                     |     |    |    |    |    |     |     |     |     |
| 1.ª | 2009-10             | 27                  | 0   | 3  | 1  | -  | -  | 30  | 1   | 0,0 |     |
| 1.ª | 2010-11             | 24                  | 0   | 3  | 0  | 5  | 0  | 36  | 0   | 0,0 |     |
| Total club | Total club          | 51                  | 0   | 6  | 1  | 5  | 0  | 66  | 1   | 0,0 |     |
| USM Alger Argelia |                     |                     |     |    |    |    |    |     |     |     |     |
| 1.ª | 2003-04             | 1                   | 0   | 0  | 0  | -  | -  | 1   | 0   | 0,0 |     |
| 1.ª | 2004-05             | 4                   | 0   | 0  | 0  | -  | -  | 4   | 0   | 0,0 |     |
| 1.ª | 2005-06             | 26                  | 0   | 6  | 0  | 4  | 0  | 36  | 0   | 0,0 |     |
| 1.ª | 2006-07             | 25                  | 0   | 5  | 0  | 2  | 0  | 32  | 0   | 0,0 |     |
| 1.ª | 2007-08             | 12                  | 0   | 0  | 0  | 6  | 0  | 18  | 0   | 0,0 |     |
| 1.ª | 2008-09             | 24                  | 0   | 1  | 0  | 4  | 0  | 29  | 0   | 0,0 |     |
| 1.ª | 2011-12             | 28                  | 0   | 4  | 0  | -  | -  | 32  | 0   | 0,0 |     |
| 1.ª | 2012-13             | 22                  | 0   | 6  | 0  | 6  | 0  | 34  | 0   | 0,0 |     |
| 1.ª | 2013-14             | 24                  | 0   | 3  | 0  | -  | -  | 27  | 0   | 0,0 |     |
| 1.ª | 2014-15             | 24                  | 0   | 3  | 0  | 6  | 0  | 33  | 0   | 0,0 |     |
| 1.ª | 2015-16             | 7                   | 0   | 0  | 0  | 7  | 0  | 14  | 0   | 0,0 |     |
| 1.ª | 2016-17             | 26                  | 0   | 3  | 0  | 5  | 0  | 34  | 0   | 0,0 |     |
| 1.ª | 2017-18             | 25                  | 0   | 2  | 0  | 10 | 1  | 37  | 1   | 0,0 |     |
| 1.ª | 2018-19             | 0                   | 0   | 0  | 0  | 0  | 0  | 0   | 0   | 0,0 |     |
| Total club | Total club          | 248                 | 0   | 33 | 0  | 53 | 1  | 334 | 1   | 0,0 |     |
| Total en su carrera | Total en su carrera | Total en su carrera | 299 | 0  | 39 | 1  | 62 | 1   | 400 | 2   | 0,0 |
| (1) Incluye Supercopa de Argelia. (2) Incluye Liga de Campeones de la CAF, Campeonato de Clubes Árabes. (3) Media de goles por encuentro. No incluye goles en partidos amistosos. |                     |                     |     |    |    |    |    |     |     |     |     |

## Palmarés

### Campeonatos nacionales
| Título                                    | Club      | País    | Año  |
| ----------------------------------------- | --------- | ------- | ---- |
| Copa de Argelia                           | USM Alger | Argelia | 2004 |
| Championnat National de Première Division | USM Alger | Argelia | 2005 |
| Championnat National de Première Division | MC Alger  | Argelia | 2010 |
| Copa de Argelia                           | USM Alger | Argelia | 2013 |
| Supercopa de Argelia                      | USM Alger | Argelia | 2013 |
| Championnat National de Première Division | USM Alger | Argelia | 2014 |

### Campeonatos continentales
| Título                  | Club      | País    | Año  |
| ----------------------- | --------- | ------- | ---- |
| Liga de Campeones Árabe | USM Alger | Argelia | 2013 |